# Pandolfello Piscopo
Pandolfello Piscopo (Napoli, seconda metà XIV secolo – Napoli, settembre 1415) è stato un nobile e politico italiano, gran camerlengo del Regno di Napoli.

## Biografia
Detto "Alopo" per la sua calvizie, soprannome che darà il nome alla sua famiglia, fu il favorito della Regina del Regno di Napoli Giovanna II d'Angiò-Durazzo e ricoprì presso la sua corte la carica di gran camerlengo. Nel 1414 rivaleggiò con il condottiero Muzio Attendolo Sforza, chiamato dalla Regina al suo servizio, e lo fece imprigionare. Liberato solo l'anno dopo, Pandolfello concesse in sposa a Muzio la sorella Caterina, detta "Catella" († 1418), che diede al condottiero tre figli: intendeva così, tramite Muzio, rinsaldare la sua posizione nel Regno. Nell'agosto 1415 Giovanna II sposò Giacomo II di Borbone-La Marche, destinato dai patti ad essere solo duca di Calabria e principe di Taranto. Giunto a Napoli, venne acclamato Re dai baroni, che intendevano liberarsi di Pandolfello e dello Sforza. Imprigionato, Pandolfello venne decapitato in città nel settembre dello stesso anno.